# Повитиця бесарабська
{{#ifeq:0|0|{{#if:Cuscuta basarabica|{{#if:|[[]}}|[[]]}}}}
Повитиця бесарабська (Cuscuta basarabica) — вид квіткових рослин родини берізкових (Convolvulaceae).

## Біоморфологічна характеристика
Це однорічна рослина 20–50 см. Частки чашечки на верхівці загострені. Віночок жовтуватий, з ланцетно-яйцеподібними, на верхівці загостреними лопатями, загнутими всередину; лусочки в зіві віночка по краях з довгими віями.

## Поширення
Румунія, Україна.
В Україні вид наводиться для Ізмаїльського р-ну Одеської обл. — паразитує на бур'янах.